# Extraordinary Machine
Extraordinary Machine — третий студийный альбом американской певицы и автора песен Фионы Эппл, выпущенный лейблом Epic Records в США 4 октября 2005 года и в Европе 3 октября 2005 года. Спродюсированный Джоном Брайоном, альбом должен был выйти в 2003 году, но звукозаписывающий лейбл несколько раз откладывал его выпуск без объяснения причин, что привело к предположению о том, что возник спор по поводу его коммерческой привлекательности. Споры вокруг альбома и просочившиеся записи сессий Джона Брайона стали предметом пристального внимания прессы, а также широко разрекламированной кампании фанатов по официальному выпуску альбома. В сотрудничестве с продюсерами Майком Элизондо и Брайаном Кихью Эппл перезаписала альбом в 2004 и 2005 годах, и в итоге он был выпущен более чем через три года после начала первоначальных сессий записи.
В 2006 году альбом был номинирован на премию «Грэмми» как лучший вокальный поп-альбом. В 2009 году журнал Rolling Stone назвал «Extraordinary Machine» 49-м лучшим альбомом 2000-х годов, а в 2020 году он занял 444-е место в списке 500 величайших альбомов всех времён.

## Предыстория и производство
В 2000 году, после завершения концертного тура в поддержку своего второго альбома «When the Pawn...» (1999), Фиона Эппл переехала в Лос-Анджелес. "В первые пару лет после «When the Pawn…» у меня не было тем для написания песен… Я подумала, что если песни придут ко мне, то придут, а если нет, то «Что ж, это было весело», — сказала она. Во время перерыва, Эппл приняла решение завершить свою музыкальную карьеру. Весной 2002 года она встретилась за обедом со своим давним другом и продюсером «When the Pawn» Джоном Брайоном. В то время Брайон переживал разрыв со своей девушкой, актрисой Мэри Линн Райскуб. Это произошло во время съёмок фильма Пола Томаса Андерсона «Любовь, сбивающая с ног» (2002), в котором Брайон выступал в качестве сценариста. После того как он провёл много часов, наблюдая за кадрами Райскуб во время работы над фильмом, Брайон попросил Эппл записать ещё один альбом: «мне нужна работа, которая может меня спасти». Эппл согласилась, и Брайан обратился к лейблу Epic Records, со строгими условиями (включая отсутствие крайнего срока), на что лейбл в конце концов согласился. Затем была назначена предварительная дата релиза в ноябре 2002 года.
После того как Эппл исполнила тогда ещё безымянную песню «Not About Love» на концерте Брайона в феврале, она начала работу над своим дебютным альбомом в июне следующего года на студии Ocean Way Recording. В ходе этой работы она записала для Брайона первые пять песен, которые написала для своего альбома. В августе она дебютировала с песней «A New Version of Me» (позже переименованной в «Better», а затем в «Better Version of Me») в клубе Largo, где Брайон регулярно выступает по пятницам, часто вместе с друзьями-музыкантами.
К концу 2002 года Эппл, Брайон, инженер Том Биллер и перкуссионист Мэтт Чемберлен работали в крыле особняка Paramour, который был построен в 1923 году звездой немого кино Антонио Морено; с начала 2003 года они использовали здание как временную резиденцию, и Чемберлен сказал, что опыт записи там был «совершенно потрясающим». Когда в апреле 2003 года работа над альбомом была наполовину завершена, Брайон, Эппл и Биллер работали в студии Cello Studios, и была объявлена новая дата релиза — 22 июля. Позже в том же месяце Брайон и Эппл отправились в Англию, чтобы записать струнные и оркестровку песен на студии Abbey Road в Лондоне. Альбом, по мнению Брайона, был завершен к маю 2003 года, после чего релиз был перенесен на 30 сентября. Но к осени 2003 года Эппл и Брайон вернулись в студию звукозаписи, добавив последние штрихи к альбому, тем самым перенеся дату релиза на февраль 2004 года (позже она была изменена на «начало 2004 года»).
В газетных и журнальных статьях постепенно начали появляться подробности о песнях. В статье, посвящённой Джону Брайону, которая была опубликована в New York Times в августе 2003 года, было раскрыто название ещё одной песни с альбома — «Oh Well». Брайон рассказал, что, услышав эту песню в исполнении Эппл, он расплакался. Брайон работал над «Oh Well» более недели и впоследствии называл эту песню «проблемным ребёнком» альбома. В номере журнала Rolling Stone от 13 ноября 2003 года было отмечено, что альбом получился «определённо эклектичным», и цитировались слова группы эппл о том, что альбом получился «повсеместным». Медленный трек «Extraordinary» был назван «смесью Тома Уэйтса и водевиля в стиле Tin Pan Alley», а гораздо более энергичный «Better» был описан как «поток битов, похожий на Outkast». В феврале 2004 года журнал Spin опубликовал статью, подтверждающую название альбома и новую песню «Red, Red, Red», которая, по словам Эппл, была вдохновлена книгой об оптических иллюзиях.

## Задержки и утечка треков
В конце июня 2004 года в Интернет просочилась песня «Extraordinary», которая позже была переименована в заглавный трек. Вскоре после этого был обнаружен «черновой микс» песни «Better Version of Me» с комментарием в свойствах MP3-файла: «В нём есть несколько хороших фрагментов, но я всё же думаю, что мы никогда не превзойдём вторую версию. В идеале мы бы объединили что-то из этого с тем, но, очевидно, мы не можем. Вздох. Спросите других, что они думают — я знаю, что она была неравнодушна к обоим, особенно ко второму». В то время как Entertainment Weekly назвали песни «дразняще-нагло эксцентричным арт-попом… В случае с Эппл чем страннее, тем лучше». Джош Корр из Tampa Bay Times написал: «Игривость и склонность к необычным звукам и инструментам, которые передают дух улыбки Брайона Уилсона, делают первые песни Эппл, написанные с 1999 года, особенно запоминающимися. В них Нора Джонс, Джосс Стоун, Алиша Киз и другие талантливые исполнители словно бы отказались от участия в American Idol». В то время как Entertainment Weekly назвали песни «дразняще-нагло эксцентричным арт-попом… В случае с Эппл чем страннее, тем лучше».

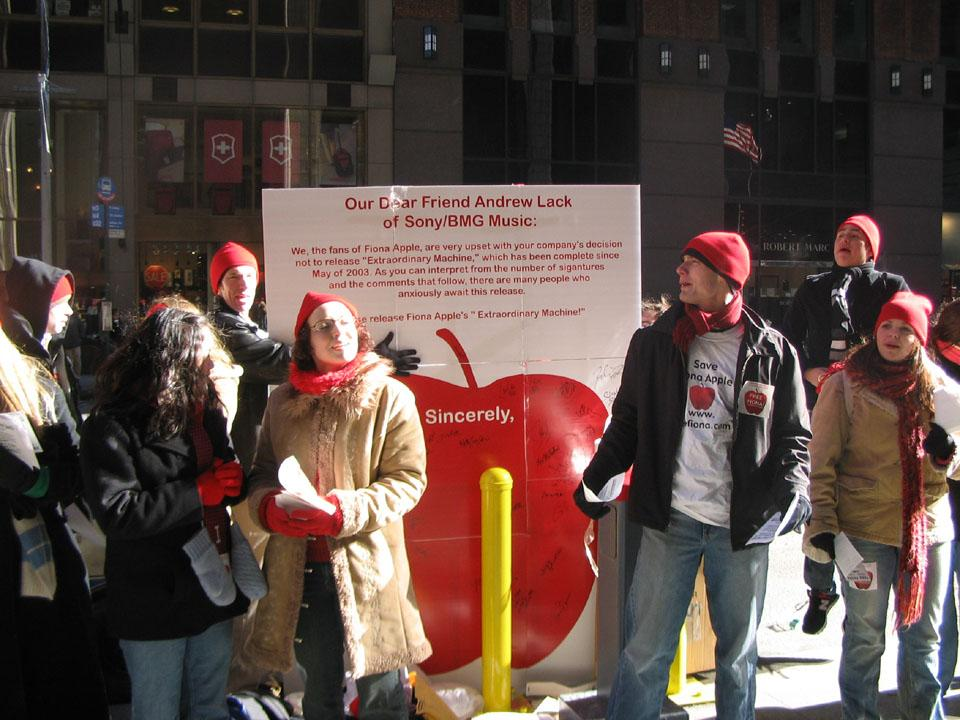
28 января 2005 года поклонники Фионы Эппл провели демонстрацию у штаб-квартиры Sony BMG Music Entertainment в Нью-Йорке, выражая свою поддержку и несогласие с политикой компании.

После нескольких месяцев отсутствия официальных новостей, в октябрьском номере Entertainment Weekly за 2004 год появилась статья о Джоне Брайоне. В ней Брайон, сообщил, что альбом был отложен с момента его завершения в мае 2003 года из-за того, что лейбл не услышал ни одного заметного сингла. Представитель Epic Records заявил, что альбом должен был выйти в феврале 2005 года, и что Эппл решила перезаписать некоторые песни. Позднее, в январе 2005 года, Брайон дал более четкое представление о статусе альбома в интервью MTV News. Он рассказал, что Epic Records стремились получить материал, похожий на дебютный альбом Эппл Tidal (1996). Однако, когда они столкнулись с Extraordinary Machine, «им стало ясно, что его будет сложно продать». Когда USA Today спросили Эппл, когда выйдет альбом, она ответила: «Вы, вероятно, узнаете об этом раньше, чем я».
Вскоре после этого поклонники Фионы Эппл организовали недельный марафон электронной рассылки, чтобы привлечь внимание Sony к Эппл и её новому альбому. Комментируя эту кампанию, президент Epic Стив Барнетт заявил: «Насколько нам известно, Фиона всё ещё работает над своим следующим альбомом, и мы в Epic Records с нетерпением ожидаем его выхода вместе с меломанами со всего мира». 26 февраля 2005 года радиоведущий Эндрю Хармс на станции 107.7 The End в Сиэтле начал играть ранее не звучавшие треки с контрабандной копии альбома. Вскоре в интернете появились некачественные копии песен «Not About Love», «Get Him Back» и «Used to Love Him». Хармс так прокомментировал эту ситуацию: «Это что-то невероятное… С такой известной артисткой, как Фиона, такое просто не могло произойти. Это просто безумие. Поэтому найти полноформатную копию пластинки было просто невероятно». Он также отметил, что слушатели тепло восприняли песни.
В своем выпуске за май 2005 года журнал Blender включил «Used to Love Him» в список «20 песен, которые вы должны скачать в этом месяце».
К началу марта 2005 года в Сеть просочились радиозаписи песен «Waltz», «Please, Please, Please», «Oh, Sailor» и «Window»; за ними последовали более качественные версии «Oh Well» и «Red, Red, Red». Вскоре после этого на BitTorrent-сайте TorrentBox были выпущены CD-версии всех треков. Они получили положительный отзыв от The New York Times, назвавшей альбом «необычной жемчужиной», добавила: «Если бы он был выпущен, Extraordinary Machine стала бы прекрасным противовесом поп-музыке, полной монолитной, самодовольной искренности». Эд Бумгарднер согласился с этим, сказав, что альбом был «безусловно смелым и утонченным произведением, столь же творческим, сколь и занимательным», в то время как Уилл Дьюкс сказал: «Extraordinary Machine демонстрирует причудливую сплочённость в холодном мире, что одновременно притягивает и отталкивает». Согласно статистике веб-сайта BigChampagne, который отслеживает обмен файлами, в марте 46 759 человек поделились просочившимися треками в основных P2P-сетях. Позднее RIAA связалась с администраторами сайтов, где были размещены эти файлы, и попросила их удалить, в то же время файлы BitTorrent исчезли с веб-сайта TorrentBox.

## Перезапись и выпуск
В выпуске Entertainment Weekly от 24 июня 2005 года появилась информация о том, что Эппл работает над «вторым третьим» альбомом совместно с продюсером Брайоном Кихью из электронной группы The Moog Cookbook. Это усилило слухи среди фанатов о том, что выпуск просочившихся треков Extraordinary Machine был отложен на неопределённый срок. В июле 2005 года на веб-сайте, посвящённом The Roots, состоялся онлайн-чат с хип-хоп музыкантом Questlove, на которого тогда мало кто обратил внимание. Он заявил, что альбом «не отменён», был спродюсирован совместно с Майком Элизондо и будет двухдисковым, что позже подтвердилось. Questlove также сообщил, что он играл на барабанах на альбоме. В мартовском номере журнала Rolling Stone за 2005 год он предположил, что может принять участие в записи следующего альбома Эппл.
После нескольких месяцев тишины, 15 августа 2005 года, Epic Records объявила о будущем альбома «Extraordinary Machine». Альбом, который был существенно переработан сопродюсерами Элизондо и Кихью, должен был быть официально выпущен 4 октября 2005 года. Элизондо играл на басу в двух треках из альбома, но один репортер описал его как «любопытное отличие от Брайона» из-за его более известных продюсерских работ с популярными хип-хоп исполнителями, такими как 50 Cent, Dr. Dre и Эминем. Элизондо и Кихью работали в студии Phantom, которая располагалась за домом Элизондо в Уэстлейк-Виллидж. Они тщательно переделывали каждую песню, создавая трек за треком на основе фортепиано и вокала Эппл. С помощью Эйба Лабориэля-младшего и Questlove они добавили живые ударные, а затем инструментальные партии. Как только работа над композициями была завершена, Эппл вернулась в студию и записала финальные выступления. На обложке альбома был изображен бутон агапантуса, который Эппл вырастила у себя во дворе.; В интервью 2006 года она поделилась своими впечатлениями: «…мне показалось, что это отличная идея для обложки альбома».
Из одиннадцати ранее опубликованных треков только два остались неизменными: «Extraordinary Machine» и «Waltz». Остальные девять были полностью переработаны. Также в альбом была включена новая песня под названием «Parting Gift» — это сольная вокальная пьеса с фортепиано, записанная с первого дубля. Элизондо отметил, что большинство треков в его версии звучат «радикально по-другому». Хотя он и слушал версию Брайона, «всё было сделано с нуля». По мнению New York Times, Epic Records не был впечатлён интересом фанатов к бутлегу, и Эппл никогда не считала альбом завершённым. Однако к моменту утечки информации они с Элизондо уже некоторое время работали вместе (с апреля 2004 года). В интервью журналу Rolling Stone в сентябре 2005 года Эппл объяснила своё решение так: «Я собирала фрагменты для песен, а остальное сочиняла по ходу дела — это совершенно новый подход для меня… [Но] у меня не было достаточно времени, чтобы обдумать песни перед их записью, так что я действительно не знала, чего хочу».
В интервью Billboard Элизондо признался, что было «немного обескураживающе» работать, зная, что версия Брайона уже доступна широкой публике. Однако он похвалил «потрясающее ядро поклонников Эппл» за их усилия по выпуску альбома: «То, как они его интерпретировали, — это нечто особенное. Она не выпускает свой альбом, поэтому мы собираемся сделать это за неё. Это вызывает восхищение». Тем не менее, Элизондо поддержал решение Эппл продолжать работу над альбомом до тех пор, пока он не достигнет того законченного состояния, которое она себе представляла. В день анонса лейбл разместил песню «O’Sailor» для бесплатного прослушивания на странице Эппл на MySpace (весь альбом стал доступен для прослушивания 27 сентября), а композиции «O' Sailor» и «Parting Gift» транслировались на официальном сайте Эппл. Кроме того, в преддверии выхода альбома еженедельно публиковались эксклюзивные видеоматериалы, большая часть которых позже была включена в DVD-версию альбома DualDisc. Также были доступны записи пяти живых выступлений Эппл в Largo.
Несмотря на слухи о разногласиях между Брайоном и Эппл, они выступили вместе в Largo в пятницу вечером, незадолго до анонса Epic. В интервью MTV News Брайон заявил: «Она перезаписала много материала, но в любом случае это её решение. Я остаюсь её поклонником и считаю, что она великолепна, и ей не стоит встречать слишком много сопротивления». В то же время Элизондо утверждал, что Брайон «хладнокровен по всем параметрам» относительно предложенной перезаписи. Однако Брайон не был в восторге от бутлег-версии альбома, считая её некачественной. Он говорил: «Это неправильно… Мне не нравятся эти [утекшие] версии. В основном это материал, который не отражает то, что мы записали». В конце 2005 года MTV News сообщило, что Брайон и Эппл могут снова объединиться для завершения оригинальной версии альбома Extraordinary Machine и официального выпуска в ближайшем будущем. Эппл выразила мнение: «Я действительно считаю, что было бы интересно сравнить [две версии]».

## Реакция критиков
| Совокупная оценка    | Совокупная оценка |
| Источник             | Оценка            |
| -------------------- | ----------------- |
| Metacritic           | 84/100            |
| Оценки критиков      |                   |
| Источник             | Оценка            |
| AllMusic             | [ 26 ]            |
| Blender              | [ 27 ]            |
| Entertainment Weekly | A                 |
| The Guardian         | [ 29 ]            |
| NME                  | 7/10              |
| Pitchfork            | 6.2/10            |
| Q                    | [ 32 ]            |
| Rolling Stone        | [ 33 ]            |
| Spin                 | B                 |
| The Village Voice    | A−                |

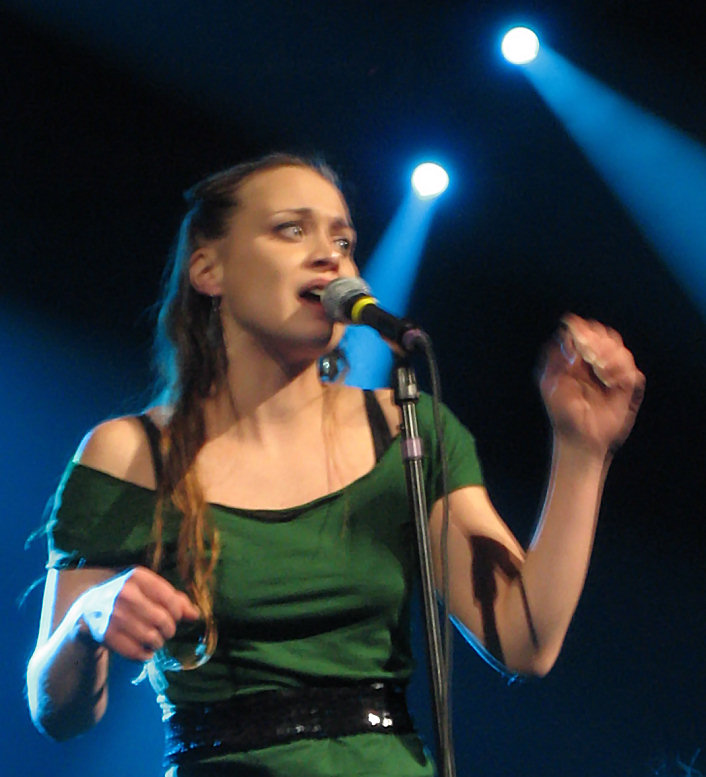
Эппл выступает в Сиэтле во время тура с Coldplay в январе 2006 года.

Официальная версия альбома «Extraordinary Machine» заняла первое место в списках лучших альбомов по итогам года по версии Entertainment Weekly, New York Times и Slant magazine; вошла в пятерку лучших по версии The Village Voice, Blender Magazine и Rolling Stone; и в десятку лучших по версии Los Angeles Times и Spin. Некоторые издания были менее благосклонны к альбому. Например, Stylus назвал его «бездарной работой» и «горько разочаровывающим прослушиванием». Spin сообщил, что «это уже почти сделано», и отметил, что Эппл преодолела свою склонность к перезаписи. В своём списке «50 лучших альбомов 2005 года» Pitchfork поставил просочившуюся версию альбома на 46-е место. Критик пишет: «Позор всего этого в том, что Эппл после шести лет молчания могла бы сделать более определённое и прогрессивное заявление, а не просто что-то привычное и похожее. И у нас есть бутлеги, чтобы доказать это». В 2006 году альбом был номинирован на премию «Грэмми» в категории «Лучший вокальный поп-альбом».
В середине августа 2005 года, в преддверии выхода альбома в октябре, композиции «O’Sailor» и «Parting Gift» стали доступны для скачивания в виде единого пакета в iTunes. При этом «O' Sailor» также была выпущена отдельно в других цифровых музыкальных сервисах. Позже в том же месяце начался промоушен видео для «Parting Gift». Альбом «Extraordinary Machine» стал самым успешным в истории Эппл, получив лучшие отзывы за всю их карьеру. Он был признан альбомом года номер один по версии Slant, четвёртым по версии Rolling Stone и десятым по версии Amazon. В США альбом дебютировал на седьмой строчке.

## Список композиций
Слова и музыка всех песен — Fiona Apple.
| №                   | Название                            | Длительность |
| ------------------- | ----------------------------------- | ------------ |
| 1.                  | «Extraordinary Machine»             | 3:44         |
| 2.                  | «Get Him Back»                      | 5:26         |
| 3.                  | «O' Sailor»                         | 5:37         |
| 4.                  | «Better Version of Me»              | 3:01         |
| 5.                  | «Tymps (The Sick in the Head Song)» | 4:05         |
| 6.                  | «Parting Gift»                      | 3:36         |
| 7.                  | «Window»                            | 5:33         |
| 8.                  | «Oh Well»                           | 3:42         |
| 9.                  | «Please Please Please»              | 3:35         |
| 10.                 | «Red Red Red»                       | 4:08         |
| 11.                 | «Not About Love»                    | 4:21         |
| 12.                 | «Waltz (Better than Fine)»          | 3:46         |
| Общая длительность: | Общая длительность:                 | 50:34        |

| №   | Название                   | Длительность |
| --- | -------------------------- | ------------ |
| 1.  | «Not About Love»           | 3:46         |
| 2.  | «Red Red Red»              | 3:30         |
| 3.  | «Get Him Back»             | 4:32         |
| 4.  | «Better Version of Me»     | 3:33         |
| 5.  | «Oh Well»                  | 3:51         |
| 6.  | «O' Sailor»                | 6:25         |
| 7.  | «Used to Love Him»         | 3:43         |
| 8.  | «Window»                   | 4:33         |
| 9.  | «Waltz (Better Than Fine)» | 3:45         |
| 10. | «Extraordinary Machine»    | 3:41         |
| 11. | «Please Please Please»     | 3:55         |

| №  | Название                                             | Длительность |
| -- | ---------------------------------------------------- | ------------ |
| 1. | «Not About Love (video)»                             |              |
| 2. | «Extraordinary Machine» (Live at Club Largo)         |              |
| 3. | «River, Stay Away from My Door» (Live at Club Largo) |              |
| 4. | «Paper Bag» (Live at Club Largo)                     |              |
| 5. | «Fast as You Can» (Live at Club Largo)               |              |
| 6. | «You Belong to Me» (Live at Club Largo)              |              |
| 7. | «Parting Gift» (Live at the Jazz Factory)            |              |

## Чарты и сертификации

### Чарты
| Chart (2005)                 | Peak position |
| ---------------------------- | ------------- |
| Australian ARIA Albums Chart | 53            |
| US Billboard 200             | 7             |

### Сертификации
| Регион     | Сертификация | Продажи   |
| ---------- | ------------ | --------- |
| США (RIAA) | Золотой      | 1,000,000 |